# Ришар, Жюль (писатель)
Жюль-Франсуа Ришар (фр. Jules-François Richard; 1 января 1810, Франция — 10 июля 1868, Дё-Севр) — французский писатель.

## Биография
При короле Луи-Филиппе I был сотрудником демократического журнала «Echo du peuple».
Юрист. Служил мэром г. Ла-Мот-Сент-Эре.
В 1848 году был избран в Учредительное Собрание Франции, но вскоре отказался от политической деятельности.
Автор романов, исторических работ, биографических и документально-публицистических сочинений.

## Избранные публикации
- «Moussay-la-Bataille : visite faite sur les lieux & bataille entre Charles Martel et les Sarrazins»,
- «Quelques mots sur la situation actuelle»,
- «Mémoire biographique sur le général Chabot» (1844),
- «Histoire de l’administration supérieure des Deux-Sèvres depuis 1790 jusqu’en 1830» (1846),
- «Compte rendu parlementaire» (Ниор, 1849) (отчёт о его деятельности в учредительном собрании),
- «L’armée française en Italie» (1859),
- «Napoléon III en Italie» (1859),
- «Histoire du département de Deux-Sèvres» (1863),
- «Des Chemins du diocèse de Poitiers et de leurs vocables apostoliques» (1863),
- «Biographie de Jacques de Liniers,… 1753—1810..» (1866)